# Bracon tenuis
Bracon tenuis är en stekelart som beskrevs av Muesebeck och Walkley 1951. Bracon tenuis ingår i släktet Bracon och familjen bracksteklar. Inga underarter finns listade.